# Peter Abraham (Fußballspieler)
Peter Abraham (* 29. September 1938)  war ein deutscher Fußballspieler. Der Torhüter spielte beim SC Concordia Hamburg in der Fußball-Oberliga Nord und hat insgesamt 29 Ligaspiele von 1958 bis 1961 in der damaligen Erstklassigkeit des DFB-Fußballs absolviert.

## Laufbahn
Der über DSC Stern/Pfeil zu „Cordi“ gekommene Torhüter debütierte in der Saison 1958/59, aus der Amateurelf der Rot-Schwarzen hochgezogen, in der Oberliga Nord. Mit der Concordia Amateurmannschaft hatte er in der Saison 1957/58 die Meisterschaft in der Bezirksklasse Hamburg, Staffel Mitte errungen. Neben Abraham wurden auch seine vorherigen Mannschaftskameraden Rainer Vormelker, Helmut Cölln, Uwe Kopittke, Claus Martens und Eckhard Sell in den Vertragsspielerkader der Oberliga Nord übernommen.
In der letzten Saison des langjährigen Stammtorhüters Ingo Röhrig hatte sich der von Anderlecht gekommene Geza Maklary nicht durchsetzen können und sogar Verteidiger Werner Bökenberg in drei Spielen im Tor der Elf vom Stadion Marienthal gestanden. Am 22. Februar 1959, bei einem 2:2-Heimremis gegen Hannover 96, debütierte der vormalige Concordia Amateurtorwart unter Trainer Hans Rohde hinter der von Günter Woitas angeführten Abwehr, in der Oberliga Nord. In die Saison 1959/60 ging die Elf aus Wandsbek mit den zwei jungen Keepern Abraham und Holger Obermann. Im Lauf der Runde setzte sich Abraham unter Trainer Helmut Berninger mit 25 gegenüber Obermann mit fünf Ligaeinsätzen durch und Concordia belegte mit 26:34 Punkten und einem Torverhältnis von 44:56 den 12. Rang. Man sah an der Oktaviostraße trotzdem Handlungsbedarf im Tor und verpflichtete zur Saison 1960/61 als neue Nummer 1 Arthur Reiss, der dann auch in 27 Spielen im Gehäuse der Nachfolger der Cordi-Legende Kurt Hinsch stand. Mit den kassierten 69 Gegentreffern kamen die Rot-Schwarzen aber erneut nicht über den 12. Rang hinaus. Abraham musste sich mit drei Oberligaeinsätzen begnügen.
Mit dem Spiel am 30. April 1961, einer 0:5-Auswärtsniederlage beim VfB Lübeck, beendete der Torhüter seine Oberligalaufbahn. Er spielte später noch bei Union 03 Altona im Hamburger Amateurfußball.